# Inga pallida
Inga pallida là một loài rau đậu thuộc họ Fabaceae.
Loài này chỉ có ở Bolivia.